# Promouvoir (association)
Promouvoir est une association française fondée en 1996 à Carpentras par André Bonnet, avocat fiscaliste, ancien magistrat administratif,. Elle a pour but de promouvoir les « valeurs judéo-chrétiennes et de la famille ». Elle est principalement connue pour ses actions judiciaires visant à faire censurer des films qu'elle juge pornographiques ou violents.
Son positionnement idéologique la fait qualifier de « catholique intégriste », ou « d'association d'extrême droite ». 

## Histoire
André Bonnet dépose les statuts de l'association à la sous-préfecture de Carpentras en août 1996,. Son objet est alors de « promouvoir les valeurs judéo-chrétiennes dans tous les domaines de la vie sociale et défendre la dignité de l'homme, de la femme et de l'enfant ».
André Bonnet est un ancien du Mouvement pour la France de Philippe de Villiers, du Front national de Jean-Marie Le Pen, et du Mouvement national républicain de Bruno Mégret.

## Présidents
- 1996–2004 : André Bonnet (d)
- depuis 2004 : Philippe Clochard (d)[9]

## Militantisme judiciaire

### Actions contre les visas d'exploitations de films
C'est sa lutte contre la pornographie et les scènes de violence présentes (ou pas) dans les films qui l'a fait connaître. Considérant que le ministre de la Culture, qui s'appuie sur l'avis de la Commission de classification des œuvres cinématographiques du CNC, effectue de mauvaises classifications, l'association a porté devant la justice administrative les visas d'exploitation de nombreux films. Elle a visé (pas toujours avec succès) les films Baise-moi, Fantasmes, Le Pornographe, Ken Park, Nymphomaniac, Antichrist,, Saw 3D : Chapitre final, La Vie d'Adèle : Chapitres 1 et 2, Bang Gang, Love,, Cinquante Nuances de Grey, Cinquante Nuances plus claires, Sausage Party, ou encore Les Huit Salopards,,. 
En 2000, son action contre le film Baise-moi, interdit à la base aux moins de 16 ans, a débouché, à la suite d'une décision du Conseil d'État donnant raison à l'association, sur la recréation de la catégorie « Interdit aux moins de 18 ans non classé X » entre les catégories « Interdit aux moins de 16 ans » et « Interdit aux moins de 18 ans classé X ». Ses multiples actions valent à l'association de nombreuses critiques, depuis Fleur Pellerin, alors ministre de la Culture, jusqu'aux producteurs, dont Vincent Maraval après l'interdiction de Love aux moins de 18 ans, en passant par la Société des réalisatrices et réalisateurs de films (SRF) ou la Ligue des droits de l'Homme (LDH),. Abdellatif Kechiche, le réalisateur de La Vie d'Adèle, a déclaré à la suite de la décision de la Cour administrative d'appel de Paris d'annuler le visa d'exploitation : « Cette décision me paraît plutôt saine. Je n'ai jamais pensé que mon film pouvait être vu par des gamins de 12 ans, et je déconseille personnellement à ma fille de le voir avant qu'elle ait 14 ou 15 ans. Aussi l'interdiction aux moins de 16 ans ne me dérangerait pas ».
| Film                           | Juridiction    | Numéro        | Date              | Réf.  | Origine    | Résultat                               |
| ------------------------------ | -------------- | ------------- | ----------------- | ----- | ---------- | -------------------------------------- |
| Baise-moi                      | Conseil d'État | 222194 222195 | 30 juin 2000      | [ a ] | Promouvoir | Visa annulé                            |
| Baise-moi                      | Conseil d'État | 222665        | 8 décembre 2000   | [ b ] |            |                                        |
| Baise-moi                      | Conseil d'État | 229484        | 31 janvier 2001   | [ c ] |            |                                        |
| Baise-moi                      | Conseil d'État | 229485        | 15 juin 2001      | [ d ] |            |                                        |
| Baise-moi                      | Conseil d'État | 229472        | 20 février 2002   | [ e ] |            |                                        |
| Baise-moi                      | Conseil d'État | 237910        | 14 juin 2002      | [ f ] |            |                                        |
| Fantasmes                      | Conseil d'État | 222666        | 4 octobre 2000    | [ g ] | Promouvoir | Rejet                                  |
| Le Pornographe                 | Conseil d'État | 239254        | 13 novembre 2002  | [ h ] | Promouvoir | Rejet                                  |
| Ken Park                       | Conseil d'État | 261903        | 25 novembre 2003  | [ i ] | Promouvoir | Rejet                                  |
| Ken Park                       | Conseil d'État | 261804        | 4 février 2004    | [ j ] | Promouvoir | Visa annulé                            |
| Antichrist                     | Conseil d'État | 328678        | 23 juin 2009      | [ k ] | Promouvoir | Référé rejeté                          |
| Antichrist                     | Conseil d'État | 328677        | 25 novembre 2009  | [ l ] | Promouvoir | Visa annulé pour manque de motivation  |
| Antichrist                     | Conseil d'État | 335771        | 29 juin 2012      | [ m ] | Promouvoir | Visa annulé pour manque de motivation  |
| Antichrist                     | CAA de Paris   | 14PA03804     | 2 février 2016    | [ α ] | Promouvoir | Visa annulé pour erreur d'appréciation |
| Antichrist                     | Conseil d'État | 397819        | 13 janvier 2017   | [ n ] |            |                                        |
| Saw 3D : Chapitre final        | Conseil d'État | 344567        | 6 décembre 2010   | [ o ] | Promouvoir | Référé rejeté                          |
| Saw 3D : Chapitre final        | CAA de Paris   | 12PA00838     | 3 juillet 2013    | [ β ] |            |                                        |
| Saw 3D : Chapitre final        | Conseil d'État | 372057        | 1er juin 2015     | [ p ] | Promouvoir | Visa annulé                            |
| Cinquante Nuances de Grey      | Conseil d'État | 388931        | 27 juillet 2015   | [ q ] | Promouvoir | Rejet                                  |
| La Vie d'Adèle                 | CAA de Paris   | 14PA04253     | 8 décembre 2015   | [ γ ] | Promouvoir | Visa annulé                            |
| La Vie d'Adèle                 | Conseil d'État | 395535        | 28 septembre 2016 | [ r ] | Ministère  | Jugement annulé : visa rétabli         |
| La Vie d'Adèle                 | CAA de Paris   | 16PA03056     | 14 mars 2017      | [ δ ] |            |                                        |
| Love                           | Conseil d'État | 392461        | 30 septembre 2015 | [ s ] | Ministère  | Annulation du visa maintenue           |
| Love                           | CAA de Paris   | 16PA01284     | 16 décembre 2016  | [ ε ] |            |                                        |
| Bang Gang                      | Conseil d'État | 396822        | 4 mai 2016        | [ t ] | Promouvoir | Rejet                                  |
| Bang Gang                      | CAA de Paris   | 16PA02496     | 10 janvier 2017   | [ ζ ] |            |                                        |
| Bang Gang                      | Conseil d'État | 408832        | 26 janvier 2018   | [ u ] |            |                                        |
| Sausage Party                  | Conseil d'État | 406387        | 8 mars 2017       | [ v ] |            |                                        |
| Sausage Party                  | CAA de Paris   | 17PA01475     | 14 novembre 2017  | [ η ] |            |                                        |
| Sausage Party                  | CAA de Paris   | 17PA00866     | 29 mai 2018       | [ θ ] |            |                                        |
| Nymphomaniac                   | Conseil d'État | 403445        | 28 juillet 2017   | [ w ] |            |                                        |
| Les Huit Salopards             | CAA de Paris   | 17PA01474     | 29 mai 2018       | [ ι ] |            |                                        |
| Cinquante Nuances plus claires | CAA de Paris   | 18PA00561     | 29 mai 2018       | [ κ ] |            |                                        |

### Jurisprudence administrative
Jurisprudence administrative sur Légifrance [liste complète] :
- Décisions et ordonnances de référé du Conseil d'État :

1. ↑  Décision nos 222194 et 222195 du 30 juin 2000.
2. ↑  Décision no 222665 du 8 décembre 2000.
3. ↑  Ordonnance no 229484 du 31 janvier 2001.
4. ↑  Décision no 229485 du 15 juin 2001.
5. ↑  Décision no 229472 du 20 février 2002.
6. ↑  Décision no 237910 du 14 juin 2002.
7. ↑  Décision no 222666 du 4 octobre 2000.
8. ↑  Décision no 239254 du 13 novembre 2002.
9. ↑  Décision no 261903 du 25 novembre 2003.
10. ↑  Décision no 261804 du 4 février 2004.
11. ↑  Ordonnance no 328678 du 23 juin 2009.
12. ↑  Décision no 328677 du 25 novembre 2009.
13. ↑  Décision no 335771 du 29 juin 2012.
14. ↑  Décision no 397819 du 13 janvier 2017.
15. ↑  Ordonnance no 344567 du 6 décembre 2010.
16. ↑  Décision no 372057 du 1er juin 2015.
17. ↑  Décision no 388931 du 27 juillet 2015.
18. ↑  Décision no 395535 du 28 septembre 2016.
19. ↑  Décision no 392461 du 30 septembre 2015.
20. ↑  Décision no 396822 du 4 mai 2016.
21. ↑  Décision no 408832 du 26 janvier 2018.
22. ↑  Décision no 406387 du 8 mars 2017.
23. ↑  Décision no 403445 du 28 juillet 2017.

- Arrêts de la Cour administrative d'appel :

1. ↑  Arrêt no 14PA03804 du 2 février 2016.
2. ↑  Arrêt no 12PA00838 du 3 juillet 2013.
3. ↑  Arrêt no 14PA04253 du 8 décembre 2015.
4. ↑  Arrêt no 16PA03056 du 14 mars 2017.
5. ↑  Arrêt no 16PA01284 du 16 décembre 2016.
6. ↑  Arrêt no 16PA02496 du 10 janvier 2017.
7. ↑  Arrêt no 17PA01475 du 14 novembre 2017.
8. ↑  Arrêt no 17PA00866 du 29 mai 2018.
9. ↑  Arrêt no 17PA01474 du 29 mai 2018.
10. ↑  Arrêt no 18PA00561 du 29 mai 2018.